# Marienbrücke (Passau)
Die Marienbrücke (umgangssprachlich oft nur „Innbrücke“ genannt) ist eine zweispurige Straßenbrücke in Passau. Sie überspannt den Inn auf Höhe von Dom und Stadttheater und verbindet die Altstadt mit der Innstadt, dem einzigen Stadtteil Passaus rechts des Inns.

## Lage
Die Marienbrücke ist die letzte Brücke über den Inn vor dessen Mündung in die Donau einen knappen Kilometer weiter östlich und die einzige Straßenbrücke über den Inn in der näheren Umgebung. Die nächste Straßenbrücke steht flussaufwärts im 19 km entfernten Schärding. Eine Sperrung der Marienbrücke würde für eine Fahrt von der Altstadt zur Innstadt einen Umweg von rund 35 km bedeuten.

## Geschichte

### Hölzerne Jochbrücken
Die erste Brücke wurde 1143 von Bischof Reginbert erbaut, der ihre besondere Bedeutung für die Verbindung zum Osten erkannte und den Reisenden die Gefahren einer Überfahrt über den reißenden Strom ersparen wollte. Er entschädigte das Kloster St. Nikola für den Wegfall der Fährgelder durch die Übertragung der Pfarrei Hartkirchen und stellte sicher, dass die Brücke für jedermann zollfrei benutzt werden konnte. Die Brücke steht im Zuge der Strecke, die heute als Straße der Kaiser und Könige bezeichnet wird, die von Regensburg bis nach Budapest führt.
Im Zuge der Errichtung der ersten Innbrücke in Passau wurde bei der Innstadt das St. Ägidien-Spital angelegt. Zur Finanzierung von Innbrücke, Spital und Spitalskirche wurden St. Ägidien die Einnahmen der Pfarreien St. Severin und Münzkirchen zugesprochen, 1182 kamen aufgrund einer Schenkung des Bischofs Diepold von Berg dazu noch die Einnahmen der Pfarreien St. Weihflorian und Tettenweis. Bei der Neuordnung von 1182 wurde die erwähnte Pfarrei St. Severin mit dem für die Verwaltung der Innbrücke zuständigen „Innbruckamt“ formell dem St. Ägidien-Spital inkorporiert. Mit der Pfarrstelle zu St. Ägidien war das Amt des „Innbruck- und Siechenmeisters“ verbunden. Das „Innbruckamt“ verwaltete neben der Innbrücke auch die dem Spital inkorporierten Pfarren, die vom jeweiligen „Bruckpfarrer“ zu vergeben waren. Zu diesen zählten neben St. Severin mit Schardenberg und Wernstein auch die Pfarren St. Weihflorian, Kellberg, Hauzenberg, Kopfing, Münzkirchen und Tettenweis.

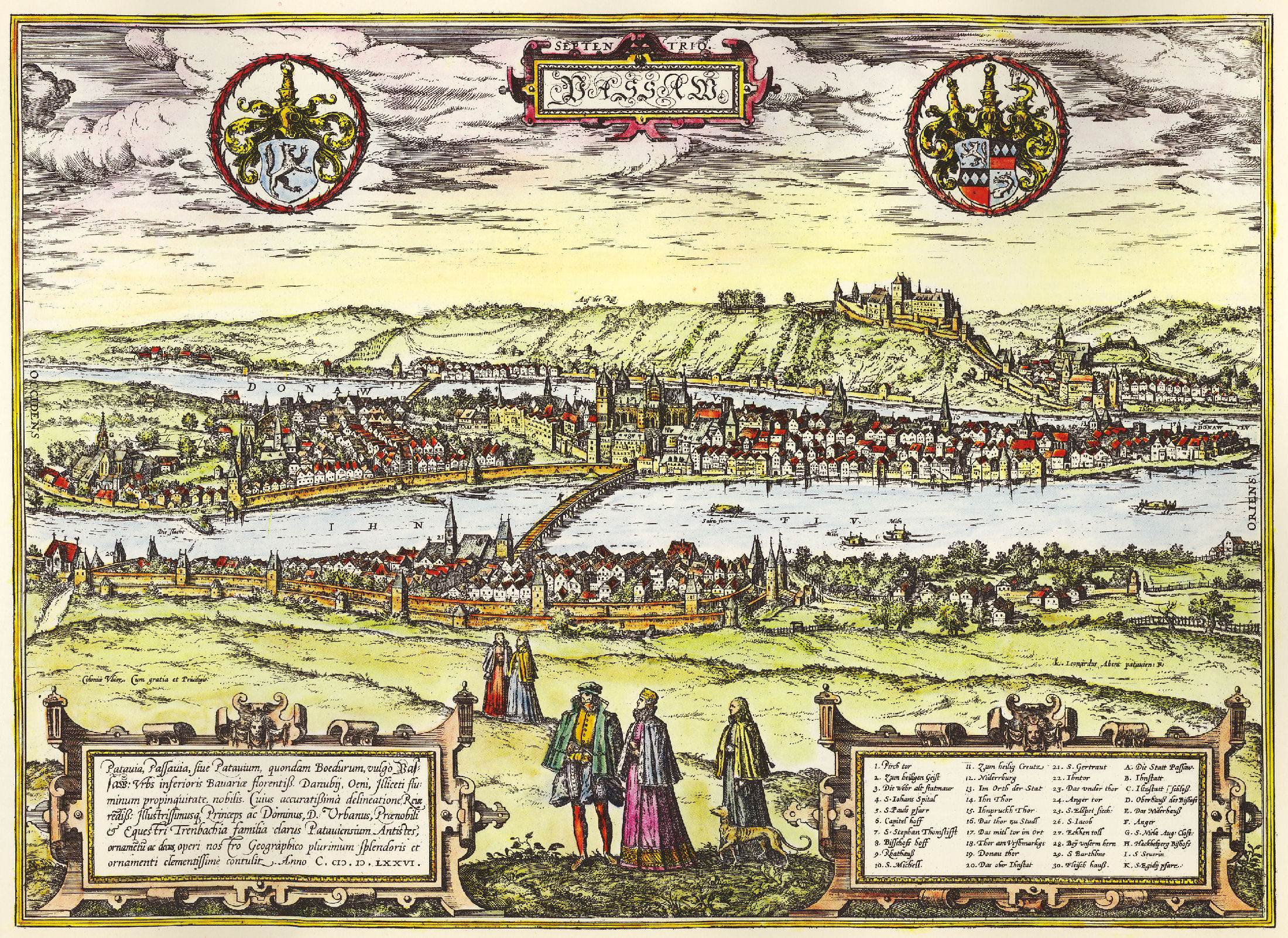
Passau mit der Marienbrücke in der Bildmitte, kolorierter Kupferstich von Georg Braun und Frans Hogenberg, ca. 1576

Die hölzerne Jochbrücke, die nach Schäden durch Hochwasser und Eisgang und insbesondere nach den Stadtbränden von 1662 in der Altstadt und 1809 in der Innstadt immer wieder erneuert werden musste, wurde in zahlreichen Ansichten und Landkarten dargestellt. Sie stand an derselben Stelle wie die heutige Brücke, abgesehen davon, dass der heutige linke Brückenkopf einige Meter flussaufwärts verlegt wurde und nicht mehr direkt auf das Innbrucktor zuläuft.

### Ludwigsbrücke
1846 wurde nach fünfjähriger Bauzeit ein Neubau eröffnet, dessen Widerlager und acht Pfeiler aus Granitsteinen gemauert wurden. Für die Gründung der Pfeiler wurden Holzpfähle in die Flusssohle getrieben, die einen schiffsförmigen Grundriss um die Pfeiler bildeten. Die Köpfe der Pfähle wurden mit einem Rost aus Eichenholzbalken verbunden, auf dem eine ein Meter starke Schicht aus Granitquadern gemauert wurde, die als Fundament für die Pfeiler diente.
Die Brücke wird zwar häufig als steinerne Brücke bezeichnet, womit jedoch nur ausgedrückt wird, dass die zahlreichen hölzernen Joche der bisherigen Brücke nun durch massive Steinpfeiler ersetzt wurden. Der Überbau bestand, ebenso wie bei der schon 1823 erneuerten Donaubrücke, aus einer hölzernen Hängewerkkonstruktion, da militärische Gesichtspunkte erforderten, dass die Fahrbahn schnell abgetragen und wiedererrichtet werden konnte. Zu Ehren von König Ludwig I. wurde sie Ludwigsbrücke genannt.
Die Ludwigsbrücke war für den Verkehr mit Ochsenwagen und Pferdekutschen gebaut worden. Auch wenn Holz in der Umgebung von Passau reichlich vorhanden war, konnte sie dem gestiegenen Verkehr auf längere Zeit nicht mehr standhalten. Anfang des 20. Jahrhunderts erhielt die Ludwigsbrücke deshalb einen neuen Überbau aus stählernen genieteten Fachwerkträgern.
Als sich wenige Tage vor dem Ende des Zweiten Weltkrieges US-amerikanische Truppen der Stadt näherten, wurden die Innbrücke und andere Passauer Brücken in der Nacht vom 1. auf den 2. Mai 1945 von einer SS-Einheit gesprengt, nachdem eine damit beauftragte Volkssturmgruppe dies standhaft verweigert hatte. Dabei wurden die beiden äußeren Pfeiler und vier Brückenfelder zerstört.
Amerikanische Pioniere installierten daraufhin eine Pontonbrücke, die bald danach durch eine Bailey-Brücke ersetzt wurde.

### Marienbrücke
Unmittelbar nach Kriegsende begannen die Reparaturarbeiten an der gesprengten Brücke, für die man sich weitgehend mit dem vorhandenen Stahl behelfen musste. Die Widerlager und die Pfeiler wurden verbreitert. Für den Überbau wurden genietete Fachwerkträger erstellt, deren Konstruktionshöhe deutlich niedriger war als bei der Vorgängerbrücke. Die damals konventionelle Bauweise, die Stahlträger mit Zoreseisen oder Wellblech abzudecken, darauf eine Kiesschicht zu verteilen und ein Steinpflaster zu verlegen, konnte wegen des Stahlmangels nicht ausgeführt werden. Man verlegte daher eine Betondecke direkt auf die Stahlträger. Die wiederhergestellte Brücke hatte nun eine 6,70 m breite Fahrbahn und auf Kragarmen beidseits 1,60 m breite Gehwege, ihre Tragfähigkeit entsprach aber nicht der alten Brücke, weshalb der Verkehr auf 18 t Gesamtgewicht beschränkt wurde.
Die Innbrücke, an deren Namen sich kaum noch jemand erinnerte, wurde am 21. Dezember 1947 von Oberbürgermeister Heinz Wagner eröffnet und auf Vorschlag der Geistlichkeit in Marienbrücke umbenannt.
Ab dem 1. Januar 1948 wurde ein vom Passauer Stadtrat beschlossener Brückenzoll erhoben, der jedoch bereits zwei Wochen später vom Bayerischen Landtag für rechtsunwirksam erklärt und wieder abgeschafft wurde.
Bereits 1959 zeigte sich, dass der zunehmende Verkehr zu einem auch mit dem bloßen Auge erkennbaren Durchhängen verschiedener Brückenfelder geführt hatte, nachdem zwischenzeitlich die Gewichtsbeschränkung auf 30 t erhöht worden war. Als Sofortmaßnahme wurde das zulässige Gesamtgewicht auf 12 t herabgesetzt; eine Erneuerung des Überbaus schien unumgänglich.
1976 wurde schließlich der Fachwerküberbau ersetzt durch eine etwas breitere Konstruktion aus stählernen Längs- und Querträgern mit einer Stahlplatte als Fahrbahnträger.
2009 und 2015 wurde die Brücke grundlegend saniert. Dabei musste sie im Sommer 2015 für den Verkehr während dreier Nächte vollständig gesperrt werden, wobei allerdings sichergestellt wurde, dass Feuerwehr und Rettungsfahrzeuge nicht den Umweg über Schärding nehmen mussten, sondern über das sonst für den Verkehr nicht zugängliche Kraftwerk Ingling fahren konnten.